# Malka Lee
Malka Lee, właśc. Malki Leopold-Rapaport (ur. 4 lipca 1904 w Monasterzyskach, zm. 22 marca 1976 w Nowym Jorku) – amerykańska poetka żydowskiego pochodzenia tworząca w języku jidysz. Autorka tomu wspomnień Oczami dziecka.

## Życiorys
Urodziła się 4 lipca 1904 roku w Monasterzyskach, w rodzinie chasydzkiej, jako Malki Leopold. Uczęszczała do polskiej szkoły. Podczas I wojny światowej wraz z rodziną wyjechała do Wiednia, po czym powróciła do Polski. W 1921 roku emigrowała do Nowego Jorku, gdzie podjęła naukę w żydowskim seminarium nauczycielskim oraz w Hunter College. Wraz z pierwszym mężem Aaronem Rappaportem prowadziła kolonię domków letniskowych w High Falls, która stała się popularnym miejscem odpoczynku nowojorskich intelektualistów żydowskich. Angażowała się w działalność organizacji kobiecych Izraela. Zmarła 22 marca 1976 roku w Nowym Jorku.

## Twórczość
Pierwsze, młodzieńcze utwory pisała po niemiecku, ale po emigracji do Stanów Zjednoczonych w 1921 roku tworzyła już tylko w jidysz. Zadebiutowała rok później, zaś jej pierwszy zbiór poezji ukazał się w 1932 roku. Przez całe życie publikowała na łamach jidyszowych magazynów literackich i antologii z całego świata. Jej liryczne, a czasem i sentymentalne wiersze początkowo nawiązywały do jej dzieciństwa w sztetlu oraz emigracyjnych doświadczeń. Po II wojnie światowej opublikowała utwory wyrażające emocje związane z jej reakcją na Zagładę. Do tematów poruszanych w późniejszej twórczości należą z kolei przyroda, przywiązanie do Ameryki jak i wartości syjonistycznych.
Jej wiersze zdobyły dużą popularność w żydowskiej społeczności Stanów Zjednoczonych, która dostrzegała w nich odbicie swych doświadczeń zarówno na Starym Kontynencie, jak i w Ameryce. Twórczość Lee została także doceniona przez krytyków literackich, w tym Samuela Nigera i Melecha Rawicza, oraz wyróżniona nagrodą im. Greenberga.
Oprócz tomików poetyckich Lee wydała także wspomnienia, które ukazały się po polsku w 2022 roku pod tytułem Oczami dziecka, w przekładzie Katarzyny Lisieckiej, nakładem Wydawnictwa Naukowego PWN. W publikacji Lee opisuje wspomnienia z czasów dzieciństwa, przez okres wojny, aż po emigrację. Utwór zadedykowała swojej rodzinie zamordowanej przez Niemców w 1941 roku w Monasterzyskach.
Rękopisy Lee znajdują się w archiwum YIVO.